# Gaius Mulvius Ofillius Restitutus
Gaius Mulvius Ofillius Restitutus (vollständige Namensform Gaius Mulvius Gai filius Pomptina Ofillius Restitutus) war ein im 1. Jahrhundert n. Chr. lebender Angehöriger des römischen Ritterstandes (Eques).
Durch eine Inschrift, die in Grumentum gefunden wurde und die bei der EDCS auf 70/78 datiert wird, ist die militärische Laufbahn (siehe Tres militiae) von Restitutus bekannt. Er war zunächst Kommandeur (Praefectus) der Cohors I Morinorum et Cersiacorum, die in der Provinz Britannia stationiert war. Danach diente er als Tribunus militum in der Legio II Adiutrix pia fidelis. Zuletzt war er noch Praefectus der Ala I Vespasiana Dardanorum, die in Moesia inferior stationiert war.
Restitutus war in der Tribus Pomptina eingeschrieben.